# 科卡利耶尔
科卡利耶尔（法語：Caucalières，法語發音：[kokaljɛʁ]）是法国奥克西塔尼大区塔恩省的一个市镇，属于卡斯特尔区。

## 地理
科卡利耶尔（43°31'20"N, 2°18'43"E）面积12.8 平方千米，位于法国奧克西塔尼大區塔恩省，该省份为法国南部内陆省份，北起顺时针与阿韦龙省、埃罗省、奥德省、上加龙省和塔恩-加龙省接壤。
与科卡利耶尔接壤的市镇（或旧市镇、城区）包括：拉加里格、艾格丰德、拉布吕吉耶尔、派兰-欧格蒙泰勒、瓦尔迪朗克、卡斯特爾。

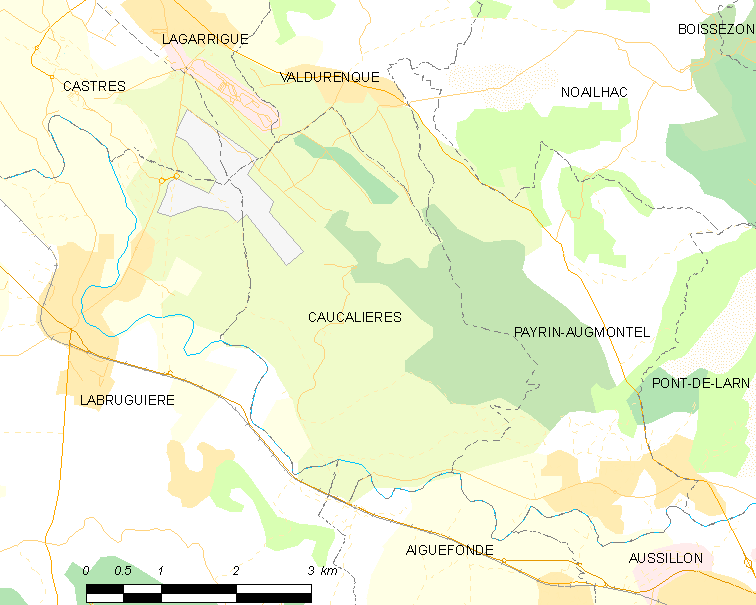
科卡利耶尔的OSM定位图

科卡利耶尔的时区为UTC+01:00、UTC+02:00（夏令时）。

## 行政
科卡利耶尔的邮政编码为81200，INSEE市镇编码为81066。

## 政治
科卡利耶尔所属的省级选区为马扎梅第一县。

## 人口

1962-2008年间科卡利耶尔人口变化图示

科卡利耶尔于2022年1月1日时的人口数量为288人。